# Philip Joseph Azzolina
Philip Joseph Azzolina (auch Filippo Joseffo Azzolina; * 16. August 1890 Mirabella Imbaccari, Provinz Catania, Sizilien, Königreich Italien; † 30. Juni 1970 in Boca Raton, Florida, Vereinigte Staaten) war ein US-amerikanischer Hornist, Militärkapellmeister und Komponist italienischer Herkunft.

## Leben
Filippo Joseffo Azzolina studierte von 1903 bis 1907 am Conservatorio Bellini in Palermo. Am 15. Juni 1907 emigrierte er mit seinem Vater Salvatore Azzolino in die Vereinigten Staaten. Dieser ließ sich als Zimmermann in Meriden in Connecticut. Philip Azzolino trat in die United States Army ein und war in 1911 bus 1914 in Fort Wright im Bundesstaat New York stationiert. Am 26. November 1914 heiratete er in Meriden die gebürtige Sizilianerin Assunta Maria Maselli (1894–1980). 1915 suchte er Musiker in Meriden um eine Band zu gründen. Im April 1918 trat die italo-amerikanische Band The Allies of Meriden unter der Leitung Azzolinas das erste Mal bei der Big Polish Parade [Große Polnische Parade] in Hartford auf. Im Juni 1918 wurde er Kapellmeister beim 68th Coast Artillery Corps in Fort Terry im Bundesstaat New York. Er setzte sich unter achtzehn Bewerbern durch. In dieser Zeit lernte er John Philip Sousa, der ihn Sonny  nannte, kennen. Mit seiner Band war er daraufhin einige Monate in Frankreich, wo er mit ihr im Herbst bei einem Musikwettbewerb mit einer Medaille des Konservatoriums von Bordeaux ausgezeichnet worden war. Nach der Rückkehr in die Vereinigten Staaten wurde sie im Februar 1919 demobilisiert. Im Laufe des Jahres wurde Azzolina beauftragt die 44th Artillery Band mit neuen Rekruten auf die Standardgröße von fünfzig Musikern zu vergrößern. Als Rekrutierungsoffizier war er in Fort Totten stationiert. Im Juni des Jahres übernahm er wieder die Leitung der Band der Allies of Meriden und hatte erste Auftritte am Memorial Day und am Unabhängigkeitstag. Im zweiten Halbjahr organisierte er dann ein neues Orchester in Meriden, The Liberty Orchestra. Später organisierte er die Connecticut National Guard Band. In den 1930er Jahren war er Musiklehrer an der Connecticut School for Boys. Im Zweiten Weltkrieg war er zunächst bei der 188th Medical Regiment Band, wurde darauf zur 523rd Army Air Force Band versetzt mit der auf Europatournee ging. Nach dem Krieg war er bis 1952 Mitglied der USAF Training Command Band und ging mit dem Dienstgrad eines Chief Warrant Officers in den Ruhestand. Nach seinem Umzug nach Florida gründete er 1952 in Boca Raton, das Boca Raton Pops Orchestra und leitete es sechzehn Jahre lang. Er war als Kriegsveteran aktives Mitglied der American Legion Post 277 in Boca Raton. Seine beiden Söhne Mark und Nicolas Joseph Azzolina waren auch.Musiker.

## Werke (Auswahl)
- Florida moon. Waltz, für Singstimme und Klavier, Text: Cletus A. Lenaghan, 1941
- Florida moon medley, für Militärkapelle, Di Bella Music Company, New York, 1950
- Memories of Naples, für Militärkapelle, Di Bella Music Company, New York, 1950
- 118th Medical regiment march, für Militärkapelle, Di Bella Music Company, New York, 1950
- Smiling Jim march, für Militärkapelle, Di Bella Music Company, New York, 1950
- 43rd Division march, für Militärkapelle, Di Bella Music Company, New York, 1950
- Wingspread march, für Militärkapelle, Southern Music Co., San Antonio, 1951
- The A.F.A. march, für Militärkapelle, der Air Force Association gewidmet, Musik: Mark Azzolina, Philip J. Azzolina und Nicholas J. Azzolina, Sam Fox Pub. Co., New York, 1963
- We're on our way. für Militärkapelle
- New York Suite, Southern Music Company, Arrangement für Blasorchester von Campell-Pomeroy